# 柱齒龍
柱齒龍（學名：Cionodon）是種鴨嘴龍類恐龍，生存於晚白堊紀科羅拉多州。模式種是扁柱齿龙（C. arctatus），是在1874年由愛德華·德林克·科普（Edward Drinker Cope）正式命名。因為化石非常破碎，目前的狀態為疑名。
另外還有兩個種被命名：發現於中亞的基塞爾庫姆柱齒龍（C. kysylkumensis），以及加拿大西部的狹柱齒龍（C. stenopsis）。兩者的化石都很零碎，可能屬於鴨嘴龍類。